# Marc Blucas
Marc Blucas est un acteur américain, né le 11 janvier 1972 à Butler, en Pennsylvanie (États-Unis).

## Biographie
Ses parents sont Walter Joseph et Mary Blucas. Il a une sœur, Kristen.
Il suit sa scolarité au lycée de Girard, en Pennsylvanie. Il y joue au sein de l'équipe première de basket-ball. Il obtient une bourse sportive de la Wake Forest University à Winston-Salem, en Caroline du Nord où il foule pendant un an les mêmes parquets que Tim Duncan
Après avoir obtenu son diplôme en 1994, et n'ayant pas réussi à intégrer la NBA, il part jouer un an en Europe pour l'équipe anglaise des Manchester Giants. Il se tourne alors vers une carrière de juriste qu'il abandonne pour se tourner vers le cinéma.

### Vie privée
Il est marié depuis le 25 juillet 2009 avec Ryan Haddon, une journaliste. Ils ont deux filles ensemble.

## Carrière
Il a joué dans la série Buffy contre les vampires où il tient le rôle de Riley Finn, le petit ami de l'héroïne.
Il a également joué dans Jay et Bob contre-attaquent, Pleasantville, Nous étions soldats de Randall Wallace, ou encore Rencontre, Amour et Sexe de Jeff Abugov.
Dans les années 2000, il obtient des rôles notamment dans Des étoiles plein les yeux et Lettre ouverte à Jane Austen.
En 2008, il est à l'affiche de Appelez-moi Dave avec Eddie Murphy.

## Filmographie

### Cinéma
- 1996 : Eddie : Bench Knicks
- 1997 : Dilemma : Un membre du SWAT
- 1998 : Pleasantville de Gary Ross : Un basketballer
- 1999 : Rencontre, Amour et Sexe (The Mating Habits of the Earthbound Human) de Jeff Abugov : L'ex petit ami
- 2001 : Hot Summer (Summer Catch) de Michael Tollin : Miles Dalrymple
- 2001 : Jay et Bob contre-attaquent (Jay and Silent Bob Strike Back) de Kevin Smith : Un homme
- 2002 : Nous étions soldats (We Were Soldiers) de Randall Wallace : 2nd Lieutenant Henry Herrick
- 2002 : Sunshine State de John Sayles : Scotty Duval
- 2002 : Le Peuple des ténèbres (They) de Robert Harmon et Rick Bota : Paul Loomis
- 2003 : Rose & Cassandra (I Capture the Castle) de Tim Fywell : Neil Cotton
- 2003 : Prey for Rock & Roll d'Alex Steyermark : Animal
- 2003 : Hôtesse à tout prix (View from the Top) de Bruno Barreto : Tommy Boulay
- 2003 : One Flight Stand de Saladin K. Patterson : Ben
- 2004 : Alamo (The Alamo) de John Lee Hancock : James Bonham
- 2004 : Des étoiles plein les yeux (First Daughter) de Forest Whitaker : James Lansome
- 2007 : Lettre ouverte à Jane Austen de Robin Swicord : Dean Drummond
- 2007 : Thr3e (en) de Robby Henson (en) : Kevin Parson
- 2008 : Appelez-moi Dave (Meet Dave) de Brian Robbins : Mark Rhodes
- 2009 : Deadline de Sean McConville : David Woods
- 2010 : Night and Day de James Mangold : Rodney
- 2010 : Mother and Child de Rodrigo Garcia : Steven, le voisin
- 2011 : Red State de Kevin Smith : Un sniper de l'ATF
- 2012 : Touchback de Don Handfield (en) : Hall
- 2017 : Section 99 (Brawl in Cell Block 99) de S. Craig Zahler : Gil
- 2018 : The Watcher (Looking Glass) de Tim Hunter : Howard
- 2020 : Unearth de John C. Lyons et Dorota Swies : George Lomack
- 2022 : Hunting Ava Bravo de Gary Auerbach : Buddy King

### Télévision

#### Séries télévisées
- 1998 : Arliss : McNamara
- 1999 : Undressed : Billy
- 1999 : Clueless : Doug Sampson
- 1999 : American 60's (The '60s) : Buddy Wells
- 1999 - 2002 : Buffy contre les vampires (Buffy the Vampire Slayer) : Riley Finn
- 2007 : Dr House : Sergent John Kelley
- 2008 : Eleventh Hour : Détective McNeil
- 2009 : Lie to Me : Jack
- 2009 : Castle : Jeremy Preswick
- 2010 : Los Angeles, police judiciaire (Law and Order: Los Angeles) :
- 2011 : Body of Proof : Dr Mark Chandler
- 2011 - 2013 : La Diva du divan (Necessary Roughness) : Matthew Donnally
- 2013 : Blue Bloods : Russell Berke
- 2014 : Killer Women : Dan Winston
- 2014 : Les Experts (CSI : Crime Scene Investigation) : Adam King
- 2014 : Stalker : Mark Richards
- 2015 : Limitless : Nick Wallace
- 2016 : Notorious : Eric Jessup
- 2016 - 2017 : Underground : John Awkes
- 2018 : Dietland : Bobby
- 2019 : The Fix : Riv
- 2020 : Narcos : Mexico : Rick Sacks
- 2021 : Swagger : Coach Bobby
- 2023 : Ma vie avec les Walter Boys : Georges Walter

#### Téléfilms
- 1995 : Cap sur l'enfer (Inflammable) de Peter Werner : Evans
- 2016 : Opération Noël (Operation Christmas) de David Weaver : Scott McGuigan
- 2017 : Miss Noël (Miss Christmas) de Mike Rohl : Sam McNary
- 2017 : Searchers de Dean White : Raff
- 2018 : Les braises d'une romance (Season for Love) de Jill Carter : Corey Turner
- 2019 : Le Noël des héros (Holiday for Heroes) de Clare Niederpruem : Matt Evans
- 2020 : Deux Stars pour Noël (Good Morning Christmas !) de Paul Ziller : Brian Bright
- 2021 : Doomsday Mom de Bradley Walsh : Chad Daybell

## Voix françaises
| - Bruno Choël dans : - Night and Day - Opération Noël (téléfilm) - Miss Noël (téléfilm) - Les Braises d'une romance (téléfilm) - Le Noël des héros (téléfilm) - Deux stars pour Noël (téléfilm) - Bruno Raina dans : - Buffy contre les vampires (série télévisée) - Lettre ouverte à Jane Austen - Lie to Me (série télévisée) - David Krüger dans : - Le Peuple des ténèbres - Eleventh Hour (série télévisée) - Los Angeles, police judiciaire (série télévisée) - Boris Rehlinger dans : - Section 99 - The Watcher - Ma vie avec les Walter Boys (série télévisée) | - Didier Cherbuy dans (les séries télévisées) : - Castle - Blue Bloods Et aussi - Adrien Antoine dans Des étoiles plein les yeux - Éric Herson-Macarel dans Appelez-moi Dave - Gilles Morvan dans Dr House (série télévisée) - David Manet dans La Diva du divan (série télévisée) - Renaud Marx dans Body of Proof (série télévisée) - Éric Aubrahn dans Stalker (série télévisée) - Thomas Roditi dans Un amour irrésistible (téléfilm) - Nicolas Matthys dans Underground (série télévisée) |